# Datteraie
Pour des articles plus généraux, voir Cocos nucifera et Palmeraie.
 (août 2024).
Une datteraie est une parcelle agricole de type verger et un genre de palmeraie destinée à la culture de dattier, la phœniculture. Elle se rencontre dans les zones arides en raison de la distribution climatique de la plante, principalement dans la région MOAN (Moyen-Orient et Afrique du Nord), mais on en retrouve aussi ailleurs là où le dattier existe naturellement ou a été introduit.

## Description
Comme pour d'autres cultures de palmeraies, les pieds sont plantés en rangées, espacés les uns des autres de plusieurs mètres afin qu'ils ne se fassent pas d'ombre.

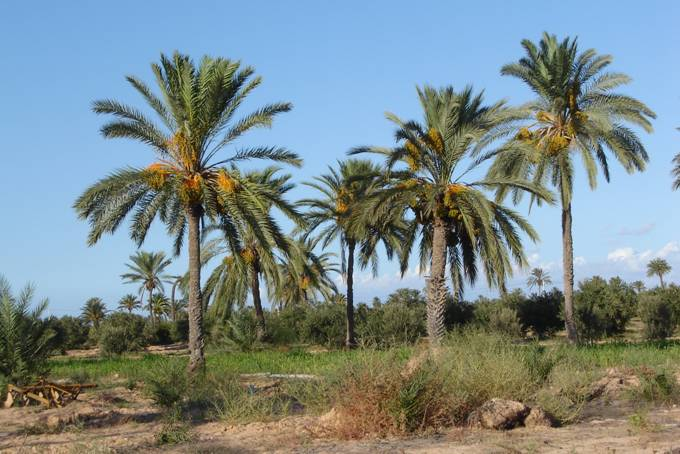
Une datteraie dans une oasis kerkenienne sur l'île de Kerkennah (Tunisie)
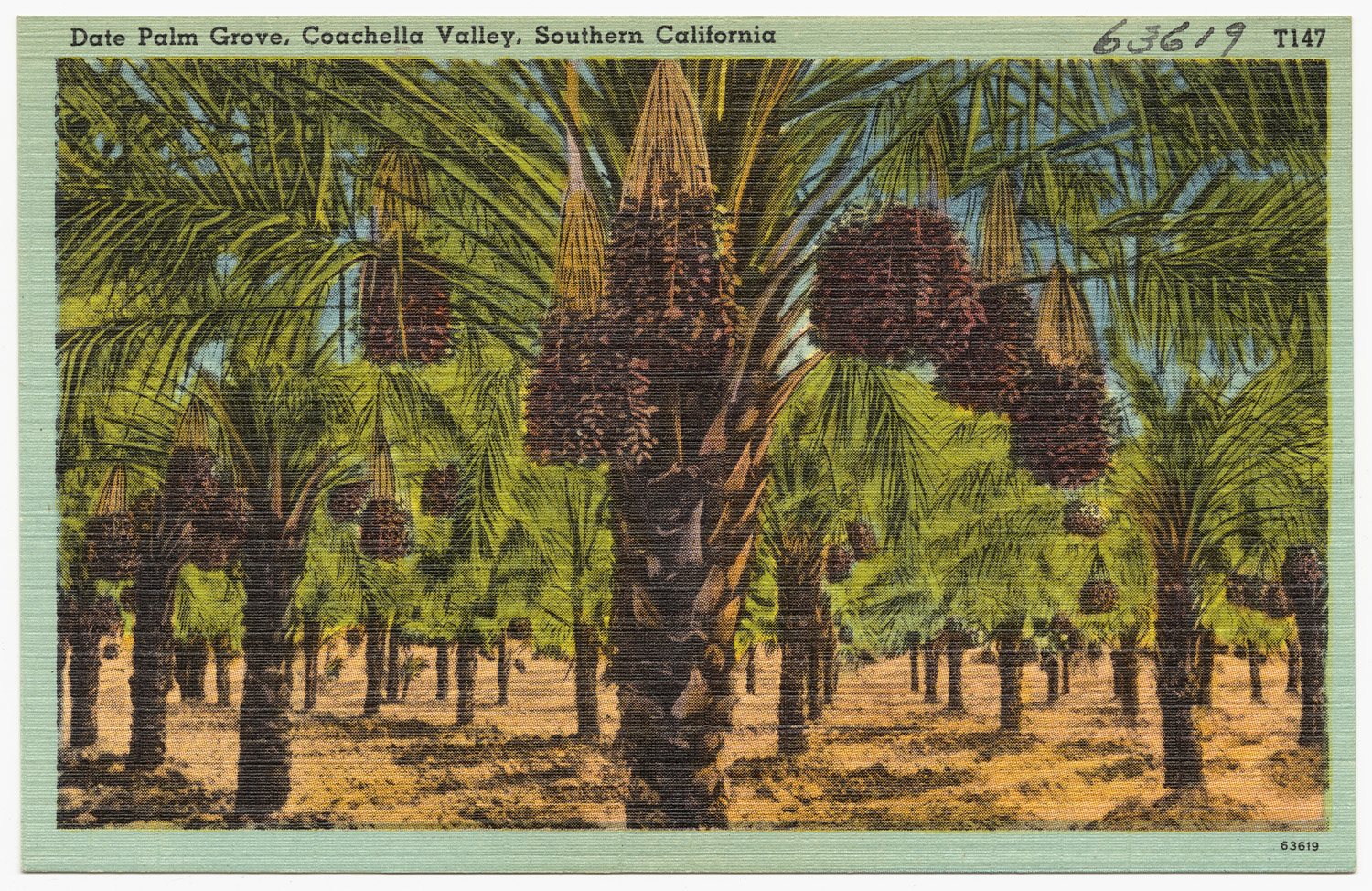
Une datteraie dans la Coachella Valley au Sud de la Californie (États-Unis)
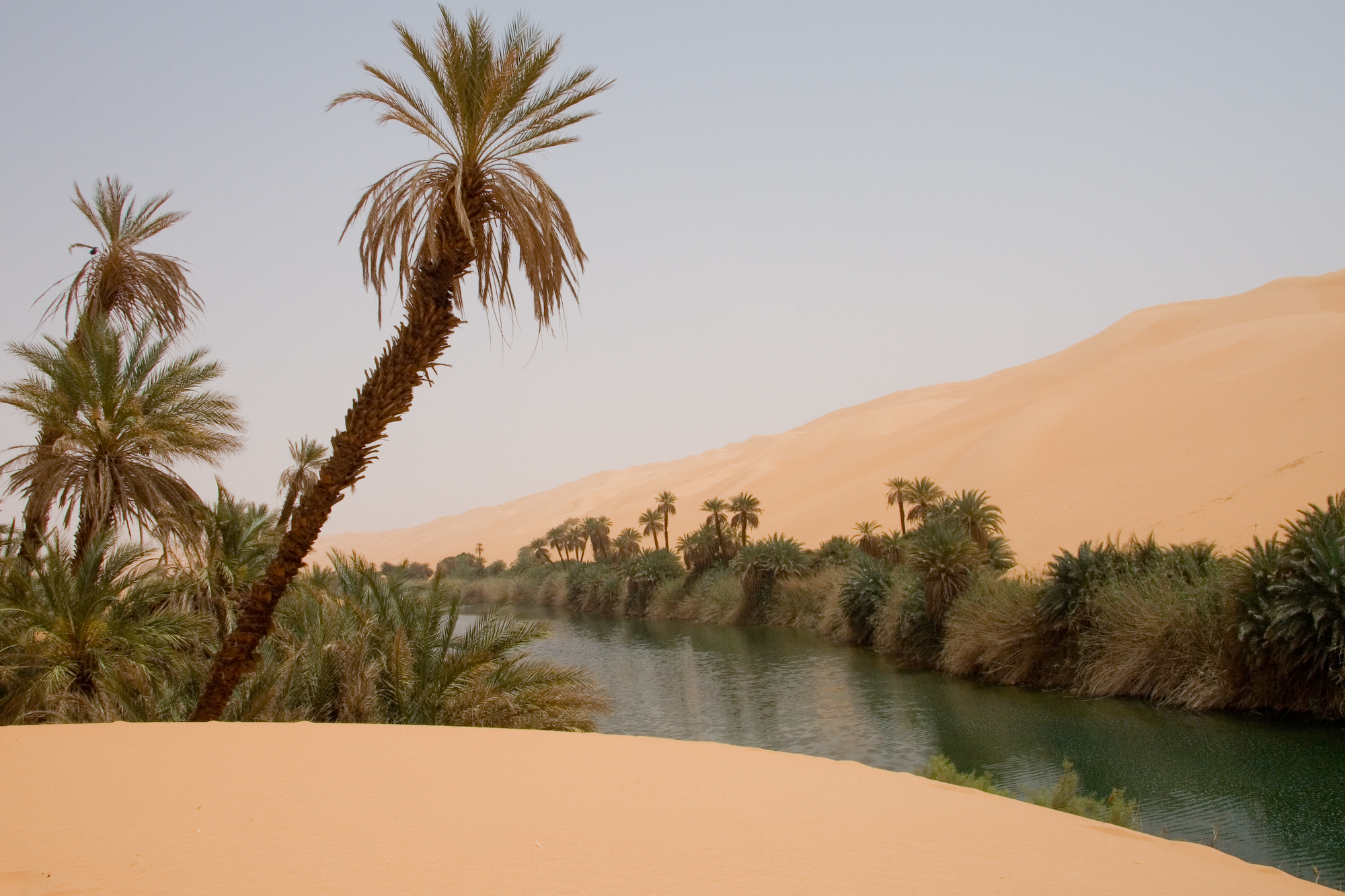
Datteraie naturelle/semi-sauvage/semi-agricole dans l'oasis d'Ubari (Libye)
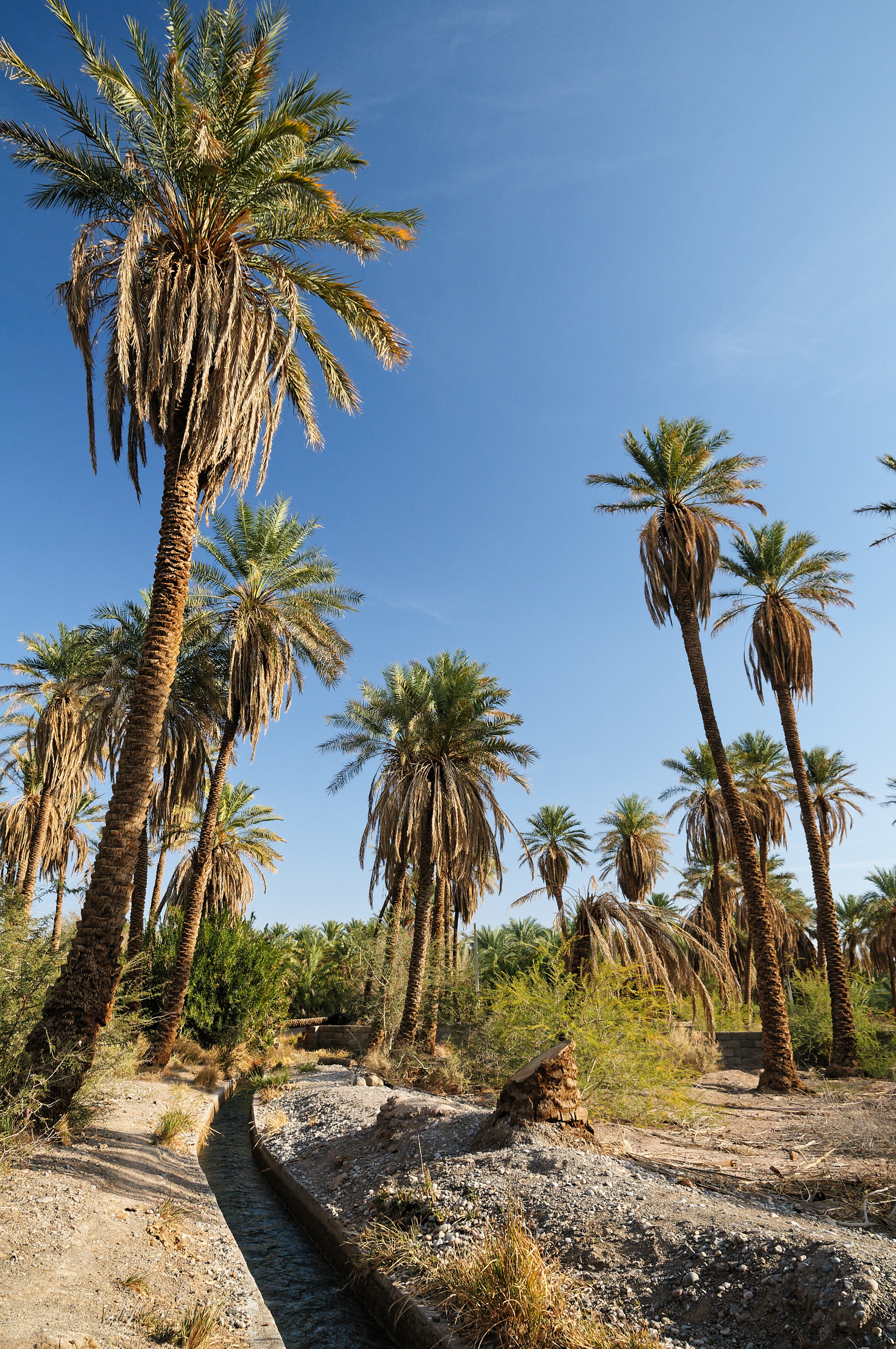
Culture de dattiers à Shahdad, Kerman (Iran)
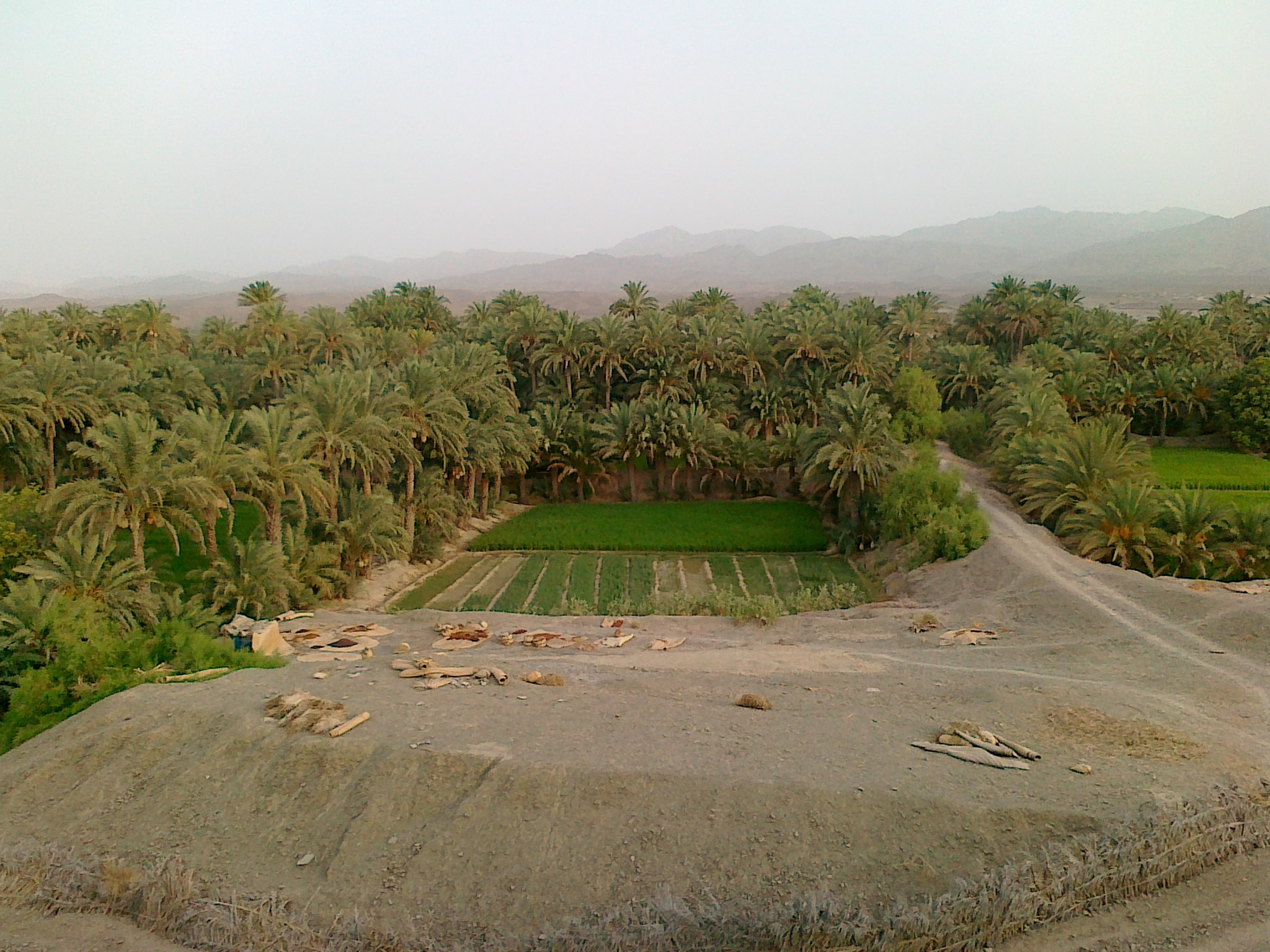
Champs de dattiers à Tejaban au Balouchistan (Pakistan)

## Utilisation
La principale ressource consiste en le fruit du dattier : la datte. Des produits alimentaires transformés dérivés de la datte sont vendus sous la forme de sirop de datte, de pâte de datte...
Le bourgeon terminal est utilisée en cuisine.
Les feuilles de palmier (palmes) sont utilisées dans l'artisanat et le stipe comme matériau de construction ou pour l'artisanat.

## Distribution géographique des cultures
Dans les régions très arides et les déserts les datteraies sont souvent présentes naturellement là où se trouvent des oasis.
Sur ce point, un adage arabe évoque les conditions climatiques et écologiques que la culture du dattier requiert : « le palmier-dattier vit les pieds dans l’eau et la tête au soleil ». Il nécessite en effet des températures élevées, une faible hygrométrie mais une humidité édaphique constante.

### Zones endémiques, autogènes et historiques de culture
L'aire de culture traditionnelle ou historique du dattier se trouve dans les zones arides ou semi-arides de l'Ancien Monde.
Les pays comprenant des datteraies sont surtout situés dans la région MOAN (Moyen-Orient et Afrique du Nord) : au Proche-Orient, en Arabie, en Égypte, au Maghreb, dans le monde iranien, dans tout le grand désert du Sahara, au Sahel en dans le Nord-Ouest du sous-continent indien, en Asie centrale, et en Chine.

#### Dattiers sauvages
À ne pas confondre avec les datteraies (vergers donc non spontanés), des dattiers spontanés sont signalés dans toute son aire de distribution : Sahara, sud du bassin de la mer Morte, péninsule Arabique, montagnes du Zagros, Béloutchistan (Zohary et al. 2012). Les populations de P. iberica du sud de l’Espagne pourraient également constituer des populations sauvages de P. dactylifera.

### Zones d'introduction
Des datteraies sont aujourd'hui présentes dans de nombreuses régions du monde en raison de l'introduction de dattiers dans ces dernières.
On en retrouve aujourd'hui en Amérique dans plusieurs pays, introduction gaites à partir du XVIIIe siècle, notamment dans l'Amérique du Nord méridionale aux États-Unis du Sud - où il a une importance commerciale - et au Mexique et au XXe siècle en Amérique du Sud
En Europe des datteraies sont implantées dans l'Europe du Sud en Espagne qui est le principal pays européen producteur de dattes.
Le dattier a été introduit en Italie en Liturgie au Moyen-Âge pour des rituels religieux chrétiens et juifs.
En Afrique subsaharienne il a été introduit dans les îles telles que Madagascar, les Comores et l’archipel des Mascareignes et au xxe siècle en Afrique du Sud. Il a aussi été introduit en Australie, permettant le développement de grandes palmeraies destinées à l’écotourisme, et en Nouvelle-Calédonie.

## Rôle dans la biodiversité
Dans le désert, les datteraies apportent des zones verdoyantes et sont des composantes essentielles des écosystèmes oasisiens.